# Port de La Palmyre
Le port de plaisance de La Palmyre est situé dans la partie occidentale de la commune des Mathes, dans le quartier balnéaire de La Palmyre, à 5 milles marins de Port-Médoc (rive gauche) et 7 milles marins du port de Royan (rive droite).

## Description
Aménagé à l'entrée de la passe de Bonne Anse, dont le cordon dunaire le protège des assauts océaniques, il est le premier port que rencontrent les plaisanciers en entrant dans l'embouchure de la Gironde. Du fait de bancs de sable en constante évolution, il est nécessaire d'y entrer avec prudence. En effet, la baie de Bonne Anse est un espace naturel mouvant, évoluant en permanence, au gré des tempêtes et des courants. Depuis plusieurs années, la baie tend à se combler, et la flèche sablonneuse qui la ceinture, gonflée par de nouveaux apports de sable, s'engraisse et se rapproche sensiblement de la côte, dont elle n'est séparée que de quarante mètres à marée basse. Une série d'épis et un dragage régulier ont cependant été mis en place afin d'éviter un envahissement du port par les sables.

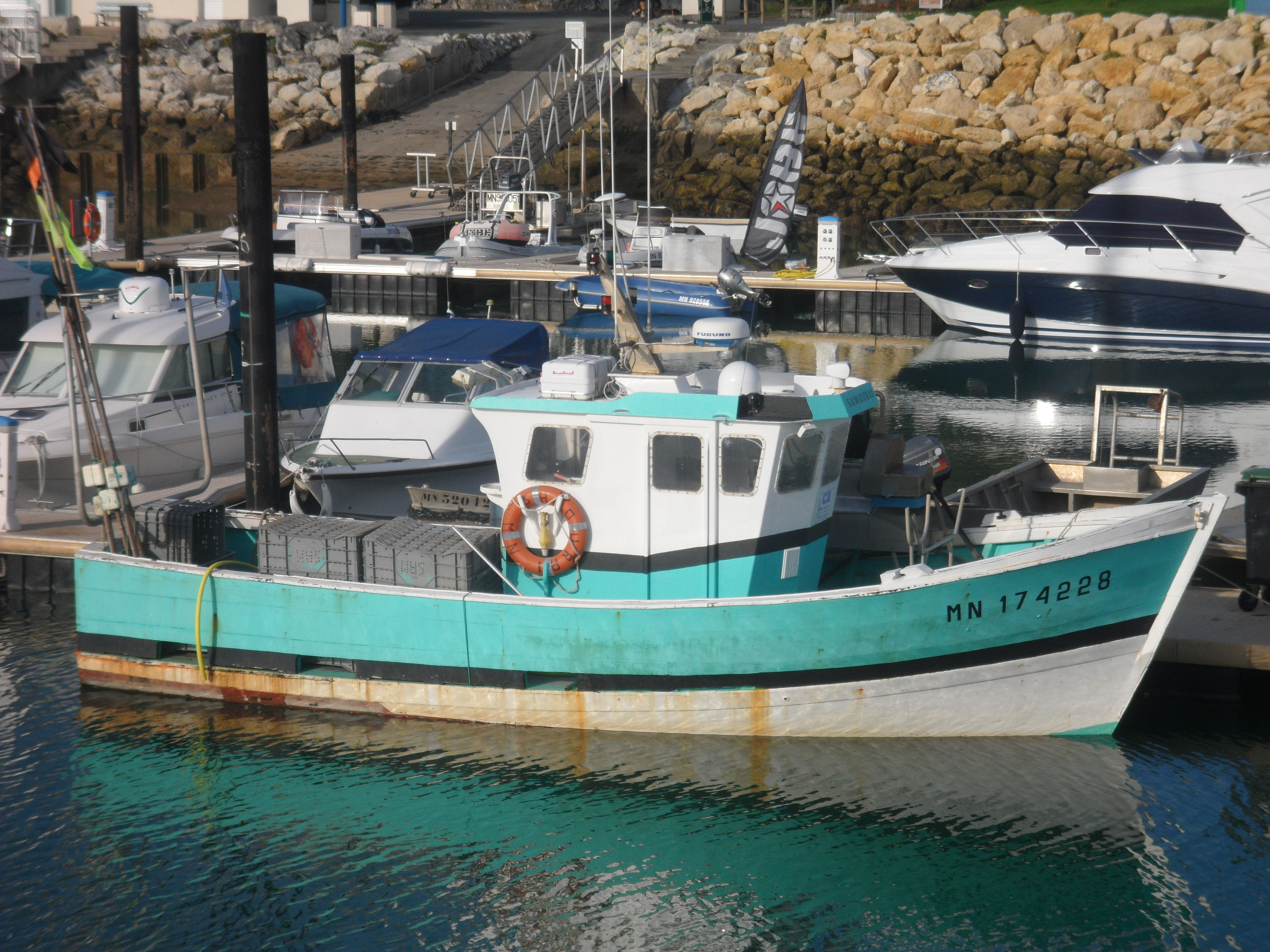
Le port est constitué d'un bassin de plaisance et d'un bassin de pêche.

Le port est un des équipements phares de la station balnéaire de La Palmyre, petit noyau urbain aménagé au cours des années 1960 au cœur de la forêt de la Coubre. La Palmyre jouit d'une situation privilégiée, à l'entrée de l'embouchure de la Gironde, face à l'océan Atlantique, sur la côte de Beauté. Nichée au creux d'une pinède, elle dispose de plusieurs plages donnant sur l'estuaire, et d'une portion de plage sur la côte sauvage, où se retrouvent les surfeurs de la région. Elle accueille le zoo de La Palmyre (plus grand parc zoologique privé d'Europe) et deux clubs de vacances (Club Med et Belambra).
L'aménagement du port intervient en 1977, alors que la station de La Palmyre connaît une phase de développement qui pousse la municipalité des Mathes à investir dans de nouvelles infrastructures. Tout près du centre-ville de La Palmyre, il est entouré par une esplanade, très fréquentée en été. Le port de La Palmyre est avant tout un port de plaisance, pouvant accueillir 330 bateaux; quelques bateaux de pêche et « plates » d'ostréiculteurs y sont également amarrés. Il met à la disposition des plaisanciers tous les équipements nécessaires (électricité, eau, sanitaires, douches).

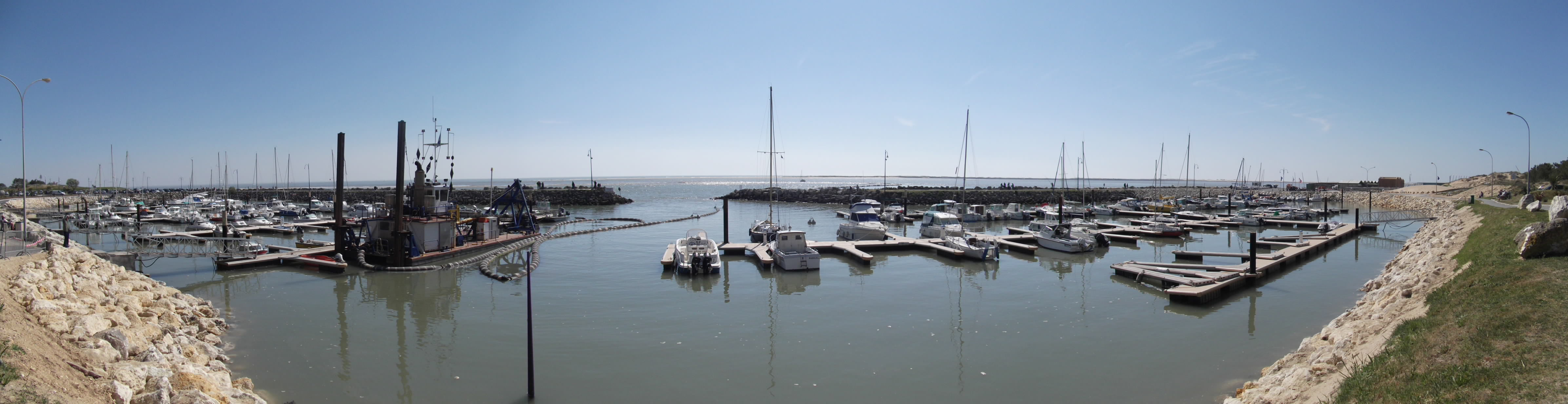
Panorama du port de la Palmyre